# Петерський потік
Петерський потік (словац. Peterský potok) — річка в Словаччині, ліва притока Требостовського потоку, протікає в окрузі Мартін.
Довжина приблизно 4.9-5.3 км. Витік знаходиться в масиві Мала Фатра (частина Лучанська Фатра; схил Дубового дєла) — на висоті близько 660 метрів. Протікає територією сіл Требостово і Турчянски Петер.
Впадає в Требостовський потік на висоті приблизно 440 метрів.